# Frauen bei den Schweizerischen Post-, Telegrafen- und Telefonbetrieben
Frauen bei den Schweizerischen Post-, Telegrafen- und Telefonbetrieben (PTT) waren in zahlreichen Arbeitsbereichen des von 1928 bis 1998 existierenden schweizerischen Staatsbetriebs tätig. Schon beim Vorläufer der PTT, der ab 1849 bestehenden Eidgenössischen Post, waren Frauen tätig, etwa als Posthalterinnen in kleinen, meist ländlichen Postbüros.
Auch wenn die meisten Beamten bei den PTT Männer waren und diese die Kader dominierten, bekleideten Frauen dennoch essentielle Posten, lange Zeit jedoch in schlechter bezahlten Sparten mit wenig Aufstiegschancen; etwa als Gehilfin in Poststellen, als Telefonistin im Auskunftsdienst oder als Sozialberaterin in der betrieblichen Sozialarbeit.
1958 arbeiteten rund 7300 Frauen bei der PTT, dies entsprach 21 Prozent des Gesamtpersonalbestandes von rund 35'000. So waren es 600 Posthalterinnen oder 1800 Frauen im Telefon-Betriebsdienst, einer reinen Frauendomäne. In der Zeitung Die Tat wurde 1958 festgehalten, «ohne Frauen wären Post, Telegraph und Telephon nicht in der Lage, ihre Leistungen aufrechtzuerhalten»."
1971 wurden die bis anhin den Männern vorbehaltenen Laufbahnen der uniformierten und diplomierten Beamten auch für Frauen geöffnet. Damit konnten Frauen bei den PTT erstmals auch Kaderlaufbahnen einschlagen und sich in prestigeträchtigen Berufsfeldern wie etwa bei der Bahnpost etablieren.

## Posthalterin

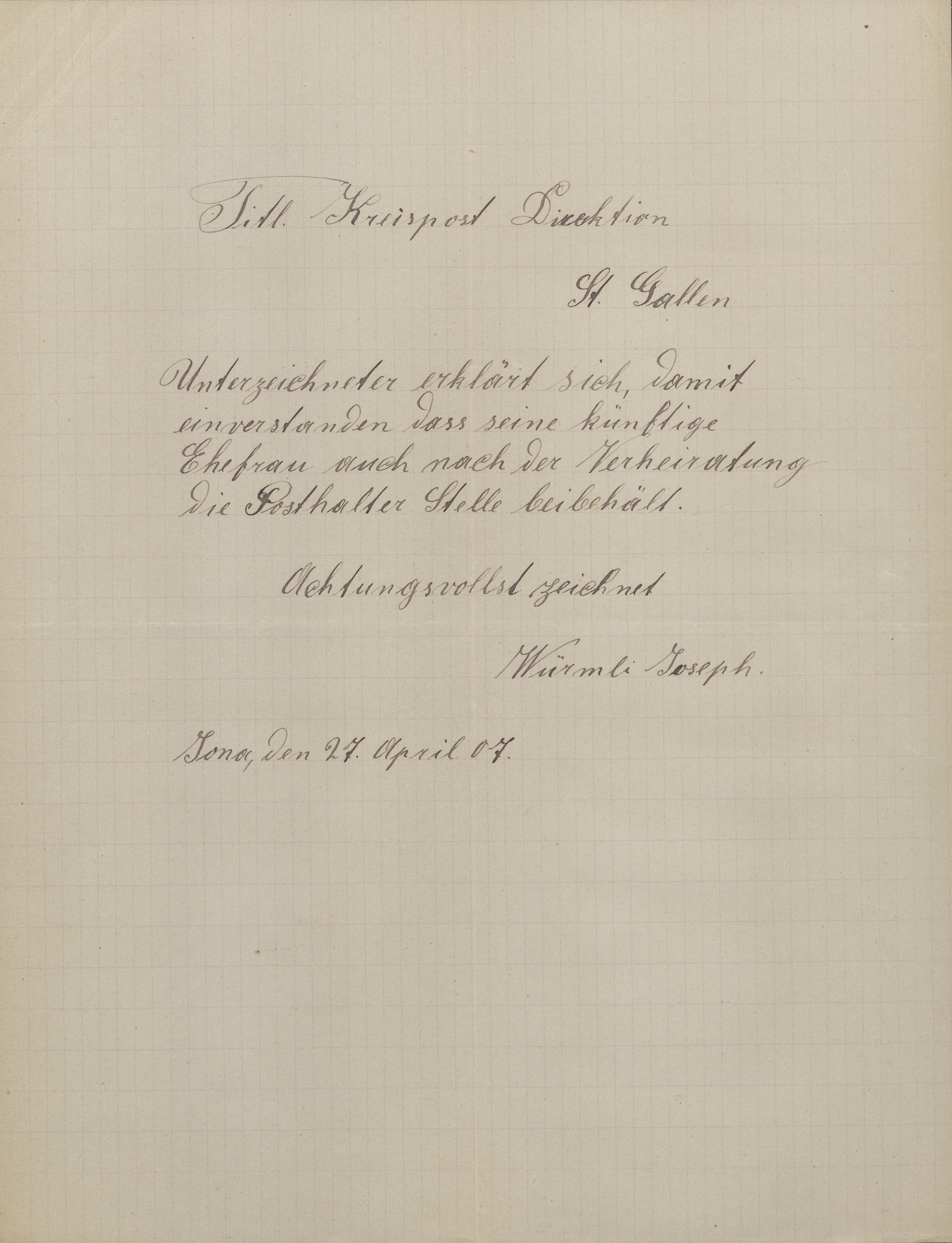
Einverständniserklärung eines Ehemannes, dass seine zukünftige Ehefrau auch weiterhin als Posthalterin amten darf (1907)

1849 wurde von der Eidgenössischen Post ein Organisationsgesetz erlassen, das neu den Postdienst regelte. Darin wurde festgelegt, dass der Postbetrieb von sogenannten Posthaltern und Postablagehaltern erledigt wird. Die Hauptaufgabe eines Posthalters war die Bereitstellung und Verwaltung von Postkutschen und Pferden, die zum Transport von Personen oder Gütern verwendet wurden. Viele Posthalterbüros wurden später ergänzend mit der Betreuung von Telegrafendiensten beauftragt. Posthalter und Posthalterinnen leiteten in der zweiten Hälfte des 19. Jahrhunderts die sogenannten Postbüros dritter Klasse, die später nur noch Postbüros genannt wurden. Die Postablagen waren vergleichsweise kleiner und die Postablagehalter hatten weniger Kompetenzen. Für die Wahl der Posthalter und Posthalterinnen der Büros dritter Klasse war der Bundesrat zuständig. Sowohl im Beruf des Posthalters wie auch dem des Postablagehalters waren Frauen tätig.
Anders als bei ihren männlichen Berufskollegen wurde der Zivilstand von Posthalterinnen und Postablagehalterinnen von der Postkreisdirektion erfasst und in den Personalverzeichnissen vermerkt. Die Arbeitnehmerinnen waren dazu verpflichtet, im Falle einer Verheiratung die zuständige Postkreisdirektion darüber zu informieren. Die Änderung ihres Zivilstandes konnte bei Posthalterinnen und Postablagehalterinnen ein Grund sein, dass die Postkreisdirektion das Arbeitsverhältnis vor Ablauf der Amtsdauer beendete. Damit sie weiterhin im Beruf tätig sein durften, mussten die neu verheirateten Frauen ihrem Arbeitgeber eine schriftliche Erklärung ihres Ehemannes einreichen, in welcher dieser bestätigte, dass er seiner Ehefrau erlaube, weiterhin ihrer Arbeit nachzugehen. Dazu gehörte auch ein Leumundszeugnis des Ehemannes, das in der Regel vom Gemeinderat bzw. vom Gemeindeschreiber ausgestellt wurde. Das Dienstverhältnis der Frauen veränderte sich aber bei der Beibehaltung ihres Berufes trotzdem: Ab dem Zeitpunkt ihrer Heirat wurde die Kündigungsfrist auf drei Monate verkürzt; sie wurden von der Vollversicherung in die Sparversicherung versetzt und falls ihre Verheiratung sich in irgendeiner Weise für den Postdienst als nachteilig herausstellen sollte, konnte der Arbeitnehmerin jederzeit gekündigt werden.
Frauen spielten in den Postbüros und Postablagen aber nicht nur eine Rolle, wenn sie selbst das Amt der Post- bzw. der Postablagehalterin innehatten. Als Ehefrauen von Posthaltern und Postablagehaltern wurde ihre Mitarbeit im Büro sogar erwartet. Auch die unverheirateten Töchter halfen zum Teil im Postdienst mit und nahmen als versierte Mitarbeiterinnen den Männern einen Teil ihres Pensums ab. Gerade für verwitwete Frauen, die die Posthalterinnen-Stelle als Nachfolge des verstorbenen Ehemann antraten, bedeutete die Übernahme des Postbüros ein Weg in die Selbstständigkeit. Die verwitweten Posthalterinnen waren durch ihren Beruf in der Lage, ihr Leben selbst zu finanzieren und sahen sich nicht gezwungen, eine Zweckehe aus finanziellen Gründen einzugehen.
Die Errichtung neuer Postbüros auf dem Lande hatte auch zur Folge, dass mehr Frauen bei der Post beschäftigt waren: Bereits 1848, als der Bund die kantonale Posteinrichtung übernommen hatte, waren circa 100 Frauen als Posthalterinnen beschäftigt. 1882 waren es 479 (17,5 %), 1900 stieg die Zahl auf 892 (26,8 %) und 1920 waren es 1112 (31,4 %). Die Inkorporation des Telegrafennetzwerks auf dem Lande war mitverantwortlich für die wachsende Zahl der Posthalterinnen.
Auch die Posthalterinnen waren selbst für die Organisation eines Lokals, des notwendigen Inventars, sowie der Verbrauchsmaterialien verantwortlich. Daher befand sich das Postbüro meistens im eigenen Haus. Besonders auf dem Lande hatten Posthalterinnen vielfach eine sehr hohe Anwesenheitszeit von bis zu 16 Stunden pro Tag, da sie neben dem Postgeschäft auch für die Telegrafenstelle verantwortlich waren und eintreffende Telegramme zustellen und ausgehende aufgeben mussten. Diese Aufgabe führte dazu, dass die Posthalterin über längere Zeiträume keine Aufgaben hatte, jedoch trotzdem präsent sein musste. Die Entlöhnung basierte auf den erledigten Aufgaben und fiel daher im Vergleich zur Präsenzzeit sehr niedrig aus. Für diesen Beruf wurden weibliche Mitarbeiter empfohlen, da diese währenddessen ihren häuslichen Pflichten nachkommen konnten. Im Bereich der Postkreisdirektion Bern arbeiteten von 1870 bis 1900 Posthalterinnen in folgenden Postbüros: Boltigen, Erlach, Grindelwald, Innertkirchen, Koppigen, Madiswil, Münchenbuchsee, Neuenegg, Nidau, Oberhofen, Rüeggisberg, Schwarzenburg, Signau, Spiez, Thurnen, Walkringen und Zollbrück.
1849 basierte die Bezahlung der Posthalter und Posthalterinnen auf einem Leistungslohn und variierte von Postbüro zu Postbüro. Im Verlauf der zweiten Hälfte des 19. Jahrhunderts nahm die Höhe der Entlöhnung kontinuierlich zu, aber Posthalterinnen verdienten weniger als ihre männlichen Kollegen. So hatte die Posthalterin von Koppigen 1851 ein Jahresgehalt von CHF 44, 1857 von CHF 80 und 1863 von CHF 180. Zum Vergleich: Der Briefträger des gleichen Postbüros verdiente 1865 jährlich 200 Franken für das abendliche Austragen der Post.
Berufliche Weiterentwicklungsmöglichkeiten hatten Posthalterinnen mit wenigen Ausnahmen keine. Einerseits, weil sie meistens Inhaberinnen von Postbüros dritter Klasse in ländlichen Gebieten waren und kein weiterer Aufstieg mehr möglich war. Andererseits wurde 1894 die 1868 getroffene Entscheidung, Frauen als Lehrlinge bei der Eidgenössischen Post auszubilden, wieder rückgängig gemacht. Dies führte dazu, dass Frauen Kaderpositionen verwehrt werden konnten und somit Posthalterin für viele Frauen die höchste einnehmbare Stelle war. In wenigen Fällen wurden Posthalterinnen zu Postdienstchefinnen gewählt. Am 25. März 1909 beispielsweise wurden die Posthalterin von Ouchy, Helene Curtet, und diejenige von Montreux-Bon-Port, Helene Junod, zu Dienstchefinnen gewählt, weil ihre Postbüros dritter Klasse in Filialbüros umgewandelt und folglich die Posthalterinnenstellen durch diejenige von Dienstchefinnen ersetzt wurden.
Die Beförderung der beiden Frauen in Führungspositionen löste beim Verband der Schweizerischen Postbeamten Empörung aus. Als Reaktion auf die Wahl reichte der Verband ein Gesuch bei der Oberpostdirektion ein, die Frauen sollen wieder aus ihrem Amt enthoben werden und forderten die Wahlbehörde auf, standardmässig männlichen Bewerbern Vorzug zu gewähren. Die Beschwerde gelangte schliesslich zum Bundesrat, der jedoch bei seinem Entscheid blieb. Er lehnte das Gesuch des Verbandes mit der Begründung ab, dass es unrecht gewesen wäre, die beiden Frauen trotz guter Leistung und Qualifikation nicht zu wählen, nur weil sie Frauen seien.  Berufliche Aufstiege der Posthalterinnen dieser Art bildeten aber die Ausnahme.

## Auskunftsdienst/Telefonistin

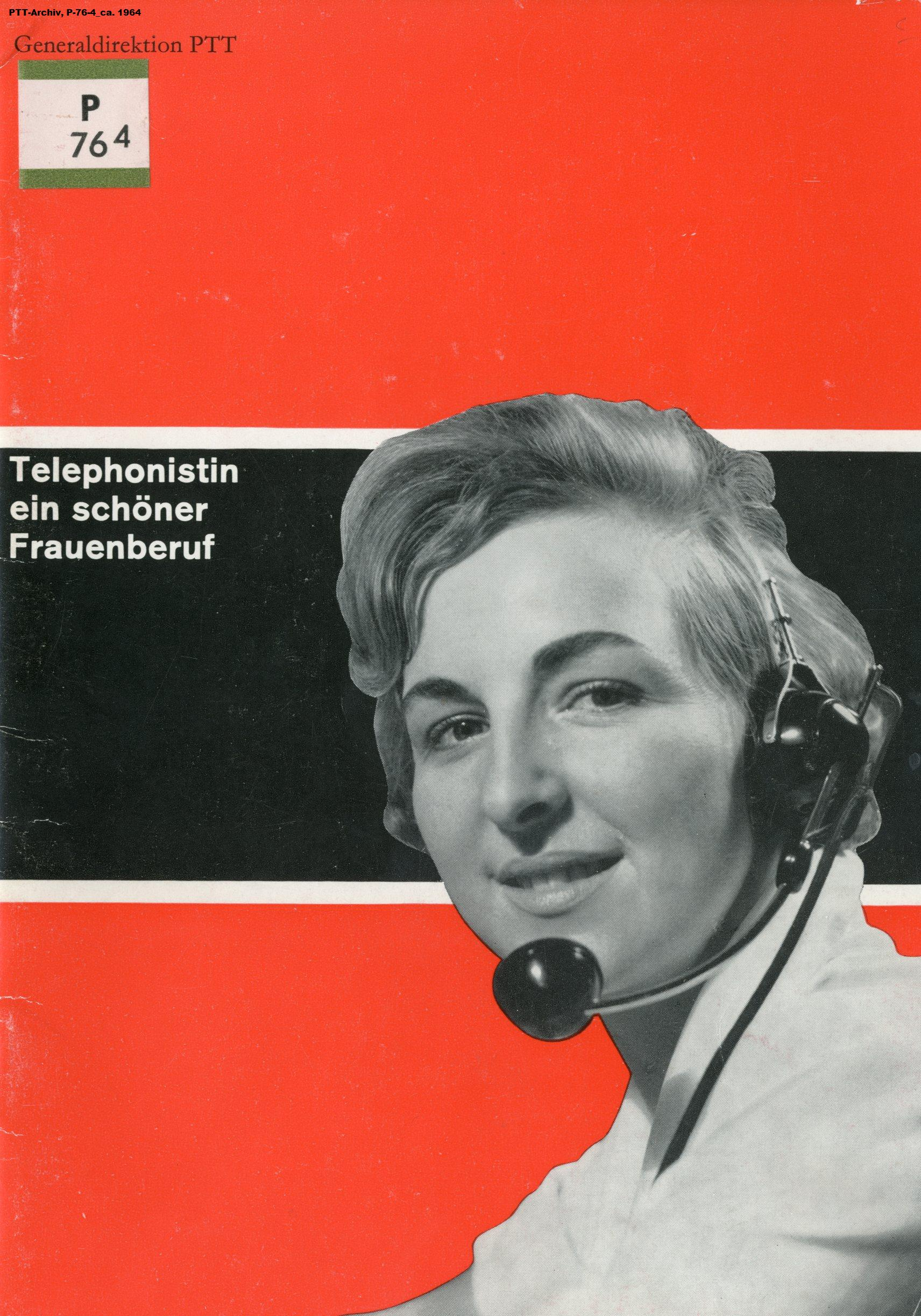
Werbung zum Berufsbild der Telefonistin (um 1965)

Das seit 1880 als Telefonistin bekannte Berufsbild entwickelte sich auch in der zweiten Hälfte des 20. Jahrhunderts stetig weiter. Die Automatisierung von Prozessen und die Einführung von Computern prägten die letzten 40 Jahre der PTT, bevor der Staatsbetrieb 1998 privatisiert wurde. Die Telefonie und das Postwesen wurde voneinander getrennt, wodurch die beiden Firmen Swisscom und Die Post entstanden.
Die Telefonzentralen wurden zwischen 1921 und 1959 automatisiert und die meisten Rufnummern konnten nun ohne Vermittlung gewählt werden. So fiel der direkte Kontakt zwischen den Anrufenden und den Telefonistinnen weg, welche zuvor auch Fragen beantwortet hatten. Deshalb wurde schon 1921 der Auskunftsdienst mit der Kurznummer 11 eingeführt; diese Dienstleistung wurde um 1980 mit der dreistelligen Auskunftsnummer 111 zu einem nationalen Symbol, welche bis zur Liberalisierung der Telefonauskunft Bestand hatte.

### Aufgabenbereich

#### Bediente Telefonzentralen
Auslandsgespräche wurden auch nach 1959 teilweise noch manuell vermittelt. Die Telefonistinnen mussten immer bereit sein, sie sollten die Anrufe schnell entgegennehmen und beantworten, kurze Wartezeiten und eine gute Qualität der Übertragung anstreben, einen störungsfreien Betrieb generieren und die Verbindung zuverlässig überwachen. Laut Vorschriften sollten 80 % aller Anrufe, die während des Tages eingingen, innerhalb von fünf Sekunden entgegengenommen werden. Das Wichtigste dabei war immer die höfliche und zuvorkommende Bedienung. Dazu gab es in den Vorschriften auch einen eigenen Artikel, dem man entnehmen kann: «Die Höflichkeit spielt im Verkehr mit den Abonnenten eine wichtige Rolle, denn die Telephonistin wirkt nur durch ihre Ausdruckweise und den Tonfall auf die Abonnenten. Jede Telephonistin macht sich eine Ehre daraus, die Abonnenten höflich zu bedienen.»
Darüber hinaus mussten bei jeder Anmeldung einer Verbindung die vorgegebenen Angaben notiert werden. Die Telefonistinnen mussten Angaben des Bestellers (Name oder Fernkennzahl der verlangten Ortschaft inklusive Telefonnummer des Bestellers), die Telefonnummer der verlangten Sprechstelle, den Vorrang und die Gesprächsart notieren. Letztere zwei Angaben mussten nur gemacht werden, sofern es sich nicht um ein gewöhnliches Gespräch handelte. Darüber hinaus mussten die Telefonistinnen noch weitere Informationen beifügen: gegebenenfalls die Fernkennzahl des Bestellers, Datum und Zeit der Anmeldung und das Visum der Telefonistin.

#### Auskunftsdienst
Der Aufgabenbereich umfasste den eigentlichen Auskunftsdienst, den Teleinformationsdienst und den Auftragsdienst. Dazu gehörten die PTT-Dienste, aber auch Informationen über Brand- und Katastrophenfälle, Polizeiwesen, Krankenwesen, Sanität, Bestattungswesen, öffentliche Dienste, öffentliche Anlagen und Gebäude, Behörden, Konsulate, Gesandtschaften, amtliche Verfügungen, Verkehr und Touristik, Geografie, Wetterberichte, Ausstellungen, Kino, Konzerte, Theater, kulturelle Anlässe, Umzüge, Vereine, Zirkus, Sport, Gewerbe, Handel, Industrie, Landwirtschaft. Um falsche Auskünfte zu vermeiden, durften nur Meldungen aus zuverlässigen Quellen verwendet werden. Die PTT bot weitere Dienstleistungen wie den Weckdienst (131), den Störungsdienst (112) oder den Auftragsdienst (145) an. So war es beispielsweise möglich, über den Auftragsdienst in einem Modehaus Kleider zu bestellen. Gewisse Servicenummern konnten von den Abonnenten direkt gewählt werden, dazu gehörten auch die «Sprechende Uhr» (Nr. 161) oder das Bulletin der Schweizerischen Depeschenagentur (Nr. 167 in Deutsch und Nr. 168 in Französisch bzw. Italienisch).
Gegen Ende der 1960er Jahre wurde erstmals eine Trennung zwischen dem manuellen und dem mechanischen Auskunftsdienst in den Dienstvorschriften festgehalten. Dies war nötig, da weitere, direkt wählbare Servicenummern eingeführt wurden. Dazu gehörten Informationen über lokale Veranstaltungen (Nrn. 160, 165 und 169), der Wetterbericht, das Lawinenbulletin (162), Informationen zum Strassenzustand (163) und Sportresultate (164). Die meisten dieser Auskünfte wurden von den Studios der mechanischen Dienste besprochen. Ausnahmen bildeten die Nummern 160, 165 und 169, für welche die Kreistelefondirektionen zuständig waren.
Mit dem Wechsel zur Auskunftsnummer 111 hielt auch der Computer Einzug in die Telefonzentralen und viele Informationen zu den PTT-Diensten konnten nun aus der Datenbank abgerufen werden. Zuvor mussten die Telefonistinnen Nachschlagewerke für Teilnehmer-, Nummern- und Strassenverzeichnisse, sowie beispielsweise Hotels, Restaurants oder Ärzte konsultieren oder andere Telefonzentralen anfragen, falls die Anrufenden eine Auskunft wünschten, die eine andere Region betraf.

### Organisation und Betriebsvorschriften

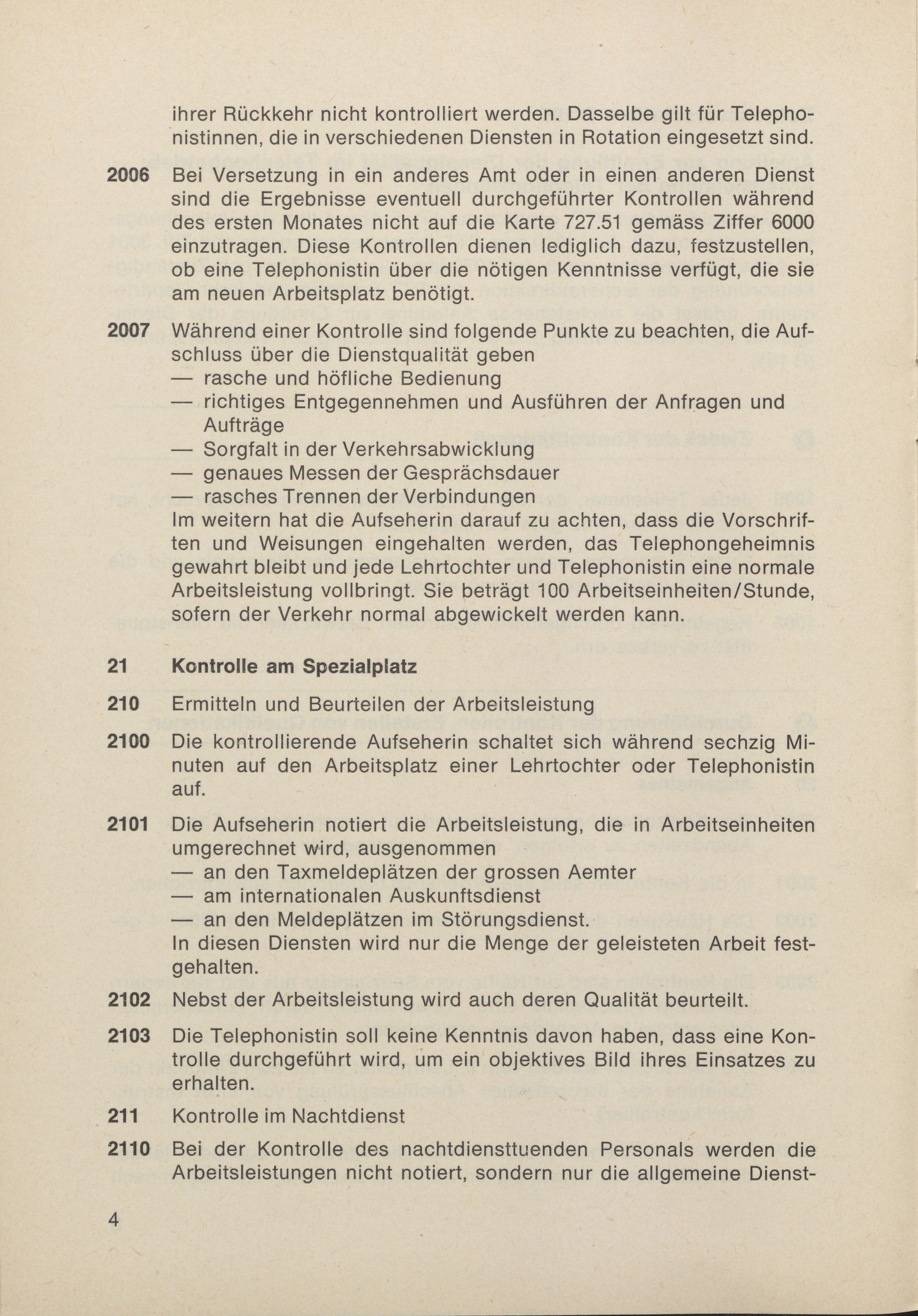
Betriebsvorschriften: Anleitung zur Ermittlung der Dienstqualität im Telephonbetrieb; Arbeitsleistung der Telephonistinnen (1971)

Die Organisation des Betriebsdienstes sah vor, dass der gesamte Betriebsdienst einem Betriebsleiter unterstellt war. Je nach Grösse der Zentrale waren ihm Oberaufseherinnen, Betriebsleiterinnen oder Aufseherinnen zugeteilt. Sie sollten ihn in seiner Aufgabe unterstützen und den Telefonistinnen bei Angelegenheiten, welche die Zentrale betrafen, betreuen. Sie beurteilten die Arbeitsleistung der Telefonistinnen, konnten die Gespräche zur Qualitätskontrolle mithören und halfen dank ihrer Erfahrung aber auch bei Fragen und schwierigen Gesprächen. Die Aufseherin sorgte also «für einen geregelten und sichern Dienstbetrieb. Sie hat sich besonders der schwierigen Fälle anzunehmen und greift überall, wo Unsicherheit besteht, helfend und belehrend ein.»
Die Telefonistinnen hatten sich an das Telegrafen- und Telefongeheimnis zu halten. Das bedeutete, dass sie weder über den Telegramm- oder Telefonverkehr bestimmter Personen, noch über den Inhalt der ihnen vermittelten Telefongespräche Mitteilungen an Drittpersonen machen durften. Schwere Verstösse gegen das Telegrafen- und Telefongeheimnis hätten mit Gefängnis bestraft werden können, leichte Fälle, «besonders deren fahrlässige Begehung» konnten disziplinarisch geahndet werden. Dabei war es ihnen jederzeit verboten, Gespräche mitzuhören: «Jedes weitere Mitanhören von Gesprächen ist untersagt.» Um zu verdeutlichen, mit welchem Ausdruck dieses Mitanhören verboten war, wurde das Wort «untersagt» mit dicken Buchstaben in die Betriebsvorschriften abgedruckt.

### Gesellschaftliches Ansehen
Der Beruf der Telefonistin wurde als «idealer Einstiegsberuf» angepriesen, doch die Schicht- und Wochenendarbeit stellte eine erhöhte Belastung dar, was zu einer hohen Fluktuation führte. Die Tätigkeit der Telefonistin galt im gesellschaftlichen Bewusstsein als «Frauenberuf». Dessen waren sich sowohl die Mitarbeiterinnen als auch die Anrufenden bewusst. Denn die Nummer wurde nicht nur gewählt, wenn eine Auskunft benötigt wurde. Die Kurzwahl wurde in der Nacht oft von Soldaten genutzt, um sich mit einem sympathischen «Schwatz» die nächtliche Routine zu vertreiben. Über die Nummer des Auskunftsdienstes wurden Fragen aus allen Lebensbereichen beantwortet. So wurden beispielsweise Koch- oder Waschanleitungen gegeben. Die Telefonistinnen des Auskunftsdienstes wurden so zum «lebenden Lexikon». Erst ab den 1980er Jahren fanden sich vereinzelt Männer in den Teams, was aber bei den bestehenden Mitarbeiterinnen teilweise auf Ablehnung stiess, da sie sich im hierarchischen und männerdominierten Postbetrieb zumindest in den Telefonzentralen eine Nische hatten schaffen können.
Die Aufstiegsmöglichkeiten der Telefonistinnen waren sehr begrenzt. Entschied eine Telefonistin zu heiraten, musste sie in der Regel kündigen. In einzelnen Fällen waren andere Lösungen möglich, aber grundsätzlich mussten die jungen Frauen dann die PTT verlassen. Eine der wenigen Aufstiegsmöglichkeiten innerhalb der Zentrale war die Beförderung zur Aufseherin,  Oberaufseherin oder sogar Betriebsleiterin. Das Auswahlverfahren und die neue Aufgaben waren jeweils klar definiert. Für Telefonistinnen, die über gute Kenntnisse in zwei relevanten Fremdsprachen verfügten, konnte der Aufstieg in die nächsthöhere Laufbahnstufe um ein Jahr abgekürzt werden.

### Ausbildung
Da die gute Kenntnis einer zweiten Landessprache unabdingbar war, wurde für die Zulassung zur Aufnahmeprüfung ein zwölfmonatiger Aufenthalt in einer anderen Sprachregion der Schweiz vorausgesetzt.  Die Ausbildung dauerte bis zur Auflösung der PTT ein Jahr. In der ersten Hälfte der Ausbildung wurde während zwei Stunden jeweils am Morgen wie auch am Nachmittag theoretisches Wissen (wie die Kenntnis über Vorschriften, Geografie, Allgemeinwissen und der Umgang am Telefon) vermittelt. Der Rest der ersten sechs Monate wurde dem praktischen Anwenden des Gelernten gewidmet. Dabei lernten die Auszubildenden direkt von den älteren Telefonistinnen. Nach der Hälfte des Ausbildungsjahres legten die Lernenden eine Zwischenprüfung ab, worauf die Arbeit im Schichtbetrieb folgte. Die Ausbildung wurde mit einer vierwöchigen Schlussinstruktion und einer Schlussprüfung abgeschlossen.

### Arbeitsbedingungen

Telefonistinnen in der Telefonzentrale Hottingen (1917)

Da der Betrieb rund um die Uhr funktionieren musste, arbeiteten die Telefonistinnen in mehreren Schichten. Die Arbeitsbedingungen in den Telefonzentralen waren laut, hektisch und es brauchte auch viel Nerven, um die Kommunikation freundlich, kompetent, aber auch effizient zu halten. Dazu gehörte auch viel exakte Kleinarbeit. Die Rationalisierung durch den Computer machte die Arbeit ab den 1980er Jahren weniger abwechslungsreich und die Telefonistinnen klagten, dass die Bildschirmarbeit die Augen ermüde und der Kontakt (auch durch die automatischen Servicenummern) weniger persönlich wurde. Ein weiterer grösserer, negativ bewerteter Einschnitt in den Arbeitsalltag der Telefonistinnen und der wenigen Telefonisten war die Einführung der automatischen Taxierung Mitte der 1990er-Jahre. Konnte die Telefonistin bis anhin selbständig entscheiden, ab wann die Anrufenden für ihr Gespräch bezahlen sollten, so wurde von nun an jeder Anruf von Beginn an bis zur Beendigung des Gesprächs verrechnet. Dies führte dazu, dass die Gespräche auf das Wesentlichste reduziert wurden: Freundlichkeiten wie sich beispielsweise zu bedanken, nach dem Befinden des Anderen zu fragen oder Ähnliches verschwanden aus dem Alltag der Telefonistinnen. Im Gegenteil: Die Anrufenden wurden fordernd und waren immer nur noch sehr kurz angebunden. Der Dienstleistungscharakter des Auskunftsdienstes verschwand allmählich. Trotz all diesen Punkten schätzen viele Telefonistinnen ihre Arbeit, insbesondere die gute Kollegialität und die Hilfsbereitschaft untereinander. Nicht wenige blieben auch nach dem Verlassen der PTT befreundet und trafen sich Jahre danach noch, um sich gegenseitig über die gemeinsamen Erinnerungen auszutauschen.

## Sozialberaterinnen
Die betriebliche Sozialberatung der PTT galt seit den 1950er Jahren als unabhängige Anlaufstelle für Mitarbeitende sowohl bei beruflichen als auch privaten Schwierigkeiten. Im vielseitigen, anspruchsvollen und oftmals sehr belastenden Beruf der Sozialberaterin arbeiteten von Beginn an überwiegend Frauen. Sie genossen innerhalb der PTT eine gewisse Unabhängigkeit und waren für eine Vielzahl von Betreuungs- und Unterstützungsfunktionen verantwortlich.

### Entwicklung der Sozialberatung innerhalb der PTT
Die betriebliche Sozialberatung (BSA) bei den PTT nahm ab 1944 Form an. Zuvor existierte bereits einige Jahre ein sogenannter Fürsorgedienst, der an die Generaldirektion angeschlossen war und an den sich Mitarbeitende insbesondere für finanzielle Unterstützung wenden konnten. Nachdem die Mitarbeitenden 1944 in einem Schreiben auf den Fürsorgedienst aufmerksam gemacht worden waren, gingen so viele Hilfegesuche ein, dass die Generaldirektion im Jahr darauf beschloss, in jeder Kreispost- und Telefondirektion einen Beamten (ausschliesslich Männer) mit Aufgaben des Fürsorgewesens zu beauftragen. Fünf Jahre später, 1950, nahm die erste ausgebildete Sozialberaterin (zu Beginn noch Fürsorgerin und danach teils auch Sozialassistentin genannt) ihre Arbeit bei den PTT auf. Mit dieser neuen Stelle reagierte die Generaldirektion ursprünglich auf den gestiegenen Anteil an weiblichen Angestellten des Betriebs (1950 arbeiteten etwas über 6000 Frauen bei den PTT). Die Mitarbeiterinnen, so die Überlegung, benötigen eine Anlaufstelle, deren Kompetenzen über die materielle Hilfeleistung hinausgehen und die sie bei "persönlichen Anliegen" beraten kann. Darunter fielen Themen wie "Familienfürsorge", "Hilfe bei der Zimmersuche", "Betreuung bei Erkrankung" und "Betreuung bei ausserehelicher Schwangerschaft".
Bald darauf erschien jedoch ein in dieser Art abgegrenzter Aufgabenbereich nicht mehr sinnvoll und die Sozialberatung konnte von allen Angestellten der PTT und deren Familien beansprucht werden, weshalb weitere Stellen geschaffen wurden. 1972 arbeiteten acht Sozialberaterinnen bei den PTT und 1975 wurden von der Generaldirektion 18,5 Stellen für Sozialberaterinnen festgelegt, 7 davon waren direkt an die Generaldirektion angegliedert, 11,5 Stellen wurden auf Aussenposten geschaffen. Dieser Bestand blieb aufgrund eines Personalanstellungsverbots trotz einer stark ansteigenden Nutzung der Sozialberatung und einem Ausbau des Aufgabenbereichs während Jahren konstant. Erst nachdem die Sozialberaterinnen wiederholt auf ihr teils nicht mehr zu bewältigendes Ausmass an Arbeit und die starke psychische Belastung hingewiesen haben, wurden ab Mitte der 1980er Jahre wieder neue Stellen geschaffen. 1991 arbeiteten bei den PTT 37 Sozialberaterinnen, wobei der Frauenanteil bei etwas mehr als zwei Dritteln lag.

### Aufgaben und Ziele der Sozialberatung der PTT

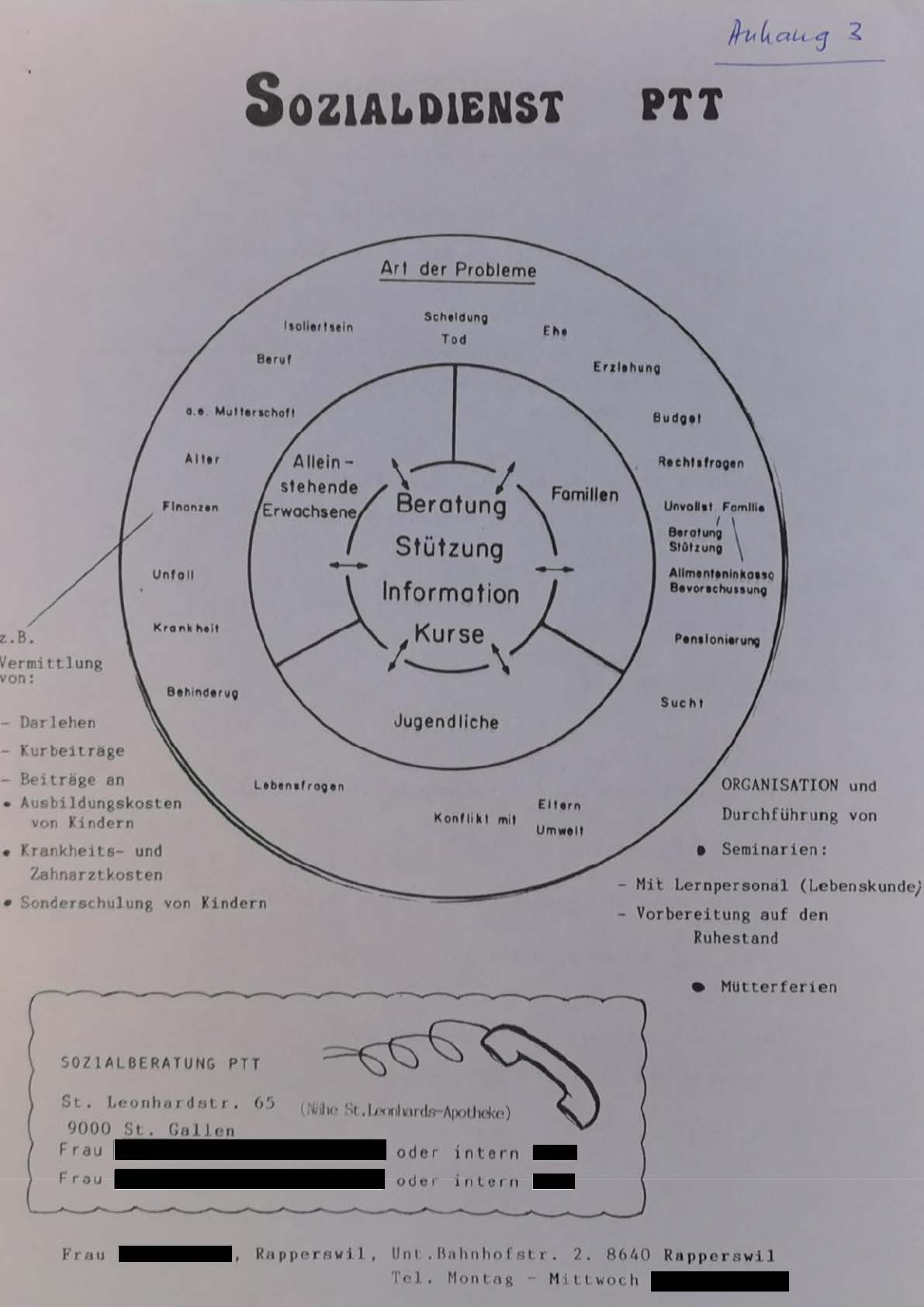
Informationsblatt des Sozialdienstes der PTT

Wurden während ihrer Einführung grösstenteils materielle Anliegen an die Sozialberaterinnen herangetragen, nahm mit der Zeit auch die Bedeutung der immateriellen Betreuung zu, etwa bei Problemen am Arbeitsplatz, in der Ehe, bei Krankheit oder Sucht. Die betrieblichen Sozialberatungsstellen der PTT arbeiteten nach den Grundsätzen der Vertraulichkeit und der Freiwilligkeit. Informationen aus den Beratungsgesprächen durften demnach nicht weitergegeben werden und die Inanspruchnahme der Sozialberatung war für alle Mitarbeitenden freiwillig.
Das Ziel des Sozialberatungsdienstes der PTT lag darin, "(...) den Mitarbeitern die inneren und äusseren Lebensbedingungen schaffen, erhalten oder wiederherstellen zu helfen, unter denen sie sich wohl fühlen und sich entwickeln und entfalten können". Ein besonderer Fokus lag dabei auf der "Hilfe zur Selbsthilfe" mit dem Ziel, dass Hilfesuchende ihre Probleme zukünftig selbständig lösen können.
Um diese Ziele zu erreichen, gehörte zu den Hauptaufgaben der Sozialberaterinnen die immaterielle Hilfe in Form von Beratungsgesprächen bei Problemen im Beruf oder im Privatleben, genauso wie die Durchführung von Kursen und Gruppenarbeiten zur Lebenskunde oder zur Vorbereitung auf die Pensionierung. Ebenfalls Teil des immateriellen Hilfsangebots waren Mütterferien, welche von Sozialberaterinnen geleitet wurden. Sie dienten der Erholung von angestellten Frauen mit Kindern oder Ehefrauen von Angestellten. Eine weitere Hauptaufgabe der Sozialberaterinnen war die Vermittlung von finanziellen Hilfsangeboten der PTT an bedürftige Mitarbeitende. Dazu gehörte sowohl die Vergabe von Darlehen als auch eine Reihe von Beiträgen ohne Rückzahlungspflicht. Letztere wurden beispielsweise in Form von Zuschüssen an Krankheitskosten ausgezahlt, zur Finanzierung der Ausbildung von Kindern, oder zur Unterstützung von Witwen und Waisen. Neben diesen beratenden und präventiven Tätigkeiten gehörte auch die Administration der Sozialberatungsstellen zum Aufgabenbereich der Sozialberaterinnen.

### Stellung der Sozialberaterinnen innerhalb der PTT-Unternehmensstruktur
Die Sozialberatung PTT ist innerhalb der Dienstgruppe Sozialdienst (auch Fachgruppe Sozialdienst genannt) zu situieren, die ihrerseits gemeinsam mit weiteren Dienstgruppen (Dienstgruppe Kranken- und Unfalldienst, Dienstgruppe Eingliederung, EVK, Sekretariat, Dienst für Wohnraumbeschaffung) der Sektion Sozialwesen (PA 3) und damit der Personalabteilung unterstellt war. Der sich mit Fragen der Vorsorge und der sozialen Betreuung der PTT-Belegschaft befassende Sozialdienst verstand sich als betriebliches Dienstleistungsangebot, befand sich aber ausserhalb der Betriebshierarchie, was Auswirkungen auf die Stellung der Sozialberaterinnen innerhalb der PTT-Unternehmensstruktur hatte. Gemäss dem Kreisschreiben P Nr. 6 vom 12. Mai 1965 unterstanden die Sozialberaterinnen administrativ und fachtechnisch der Generaldirektion, arbeitsmässig aber den Kreisdirektionen. Damit und die Tatsache berücksichtigend, dass ihr Einzugsgebiet meist mehrere Kreisdirektionen umfasste und sie für ein Klientel von bis zu 5'800 PTT-Mitarbeitende zuständig waren, nahmen sie eine Sonderstellung innerhalb der PTT-Unternehmensstruktur ein.
Um die Unabhängigkeit der unternehmenseigenen Sozialberatung und damit die Vertraulichkeit des Angebots zu gewährleisten, wurden entsprechende Vorkehrungen getroffen, die wiederum Auswirkungen auf die Stellung der Sozialberaterinnen innerhalb der PTT-Unternehmensstruktur hatten. Die Sozialberatung der PTT unterstand keiner Aufsicht, und nebst einer Verschwiegenheitspflicht wurden keine Daten für Personalbeurteilungen weitergegeben. Zudem hatten die Sozialberaterinnen eine Stabsfunktion inne, wodurch diese nicht an Dienstwege gebunden waren. Den Klientinnen und Klienten war es damit möglich, sich direkt an die Sozialberaterinnen zu wenden. Die Büroräumlichkeiten der Sozialberatungsstellen befanden sich grösstenteils ausserhalb des Firmengeländes. Da die Sozialberaterinnen über keine innerbetriebliche Entscheidungs- und Kontrollbefugnisse verfügten, konnten zudem Interessenkonflikte vermieden werden – auch weil sie im Unterschied zu den Kreisdirektionen unterstellten Fürsorgebeamten, die ohne entsprechende Ausbildung ebenfalls gewisse Aufgaben der Sozialberatung übernahmen, nicht ins Disziplinarwesen involviert waren. Seitens der Verwaltung wurde nicht nur das Berufsgeheimnis der Sozialberaterinnen respektiert, sondern auch auf eine Akteneinsicht verzichtet. Mit der Dezentralisierung der Dienstorte, einer eigenständigen Arbeitszeiteinteilung und ihrer Stabsfunktion konnten sich Sozialberaterinnen infolge ihrer Stellung und des Berufsgeheimnisses grösstenteils einer direkten Kontrolle durch die Verwaltung entziehen. Die Tätigkeit der Sozialarbeiterinnen ist damit von einer gewissen Eigenständigkeit und Unabhängigkeit gekennzeichnet. So wurde "[d]en Sozialberatern […] zur Berufsausübung organisatorische und administrative Erleichterungen sowie persönliche Freiräume in der Arbeitsgestaltung eingeräumt, die von den üblichen Normen abweichen." Dennoch wurde die Sozialberatung der PTT hauptsächlich aus Mitteln, die die PTT-Betriebe bereitstellten und verwalteten, finanziert.

### Anforderungen und Arbeitsbedingungen: kein Beruf, sondern eine Berufung

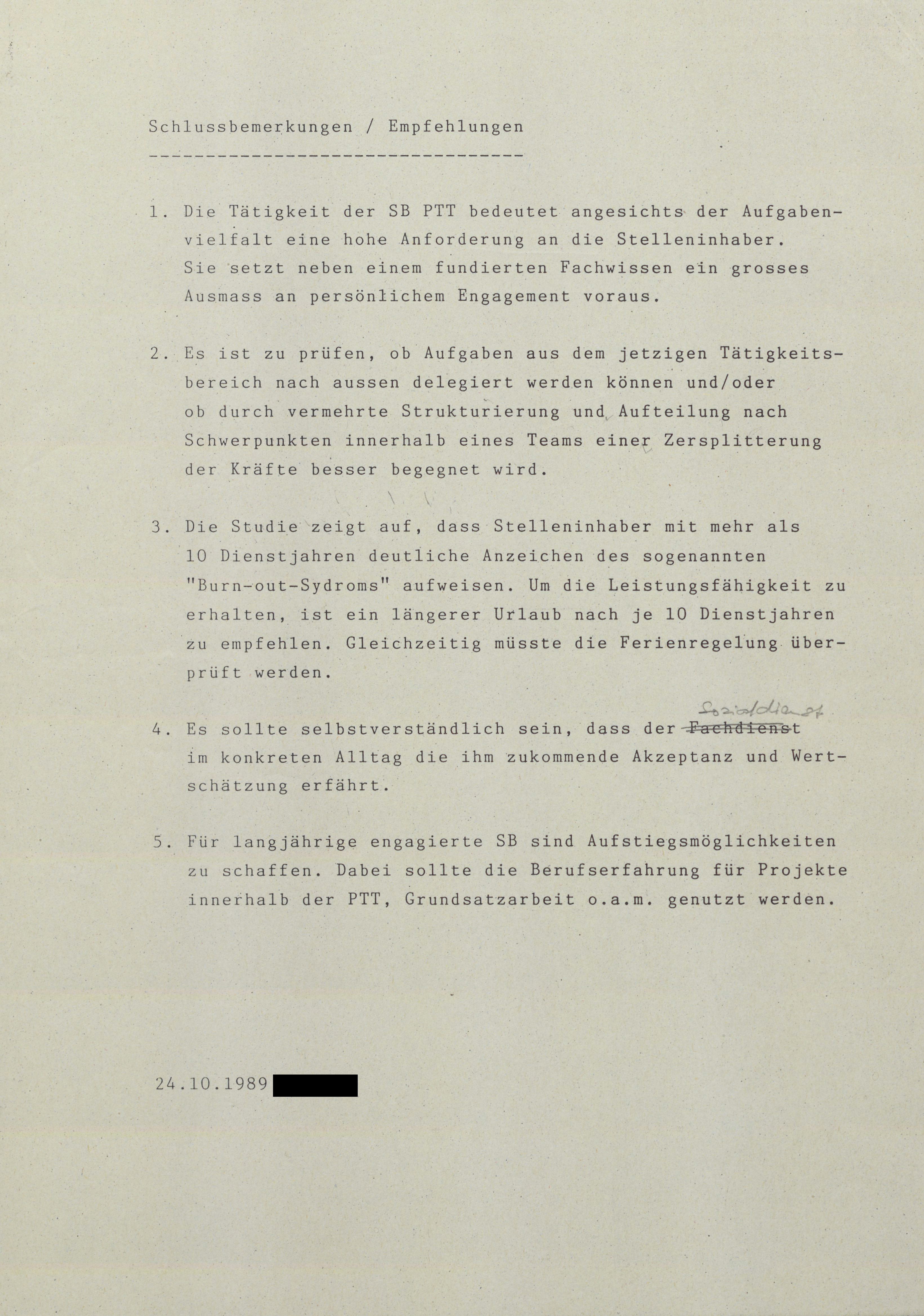
Schlussbemerkungen zur Studie über die Belastung der Sozialberaterinnen

Die Sozialberaterinnen benötigten in der Regel eine abgeschlossene Berufslehre oder eine Matura sowie eine abgeschlossene dreijährige Ausbildung an einer Schule für Sozialarbeit oder Sozialpädagogik. Nur falls sich keine Person mit einem solchen Abschluss finden liess, kamen auch Bewerber mit einem Universitätsabschluss in Sozialarbeit oder Sozialpädagogik sowie Heimerzieher, Lehrerpersonen und Jugendberater als Sozialberater bei den PTT infrage, sofern sie eine Zusatzausbildung absolvierten und mindestens zwei Jahre Berufserfahrung in der Sozialarbeit vorweisen konnten. Von den Sozialberaterinnen wurde darüber hinaus "ein hohes Mass an Beweglichkeit und an seelischer Kraft", "grosse Lebenserfahrung und Reife" sowie eine "gesunde Lebenseinstellung" und die Fähigkeit, "mit Menschen unterschiedlichster Herkunft und Veranlagung ein Vertrauensverhältnis aufzubauen", verlangt. In internen Dokumenten der PTT heisst es wiederholt, die Sozialberatung sei kein Beruf, sondern eine Berufung. Da die Angestellten der PTT die Angebote der Sozialberatung in der Regel nur ausserhalb ihrer Arbeitszeit in Anspruch nehmen durften, waren die Sozialberaterinnen oftmals ausserhalb der normalen Arbeitszeit im Einsatz.
Im Zuge des erwähnten Personalanstellungsverbots wurde von den Angestellten der Sozialberatung vermehrt auf die hohe Arbeitsbelastung hingewiesen. Einzelne Beraterinnen waren meist für 2–4 Kreisdirektionen verantwortlich, wobei weite Distanzen und die alleinige Verantwortlichkeit für bis zu 5800 Mitarbeitende die Arbeit erschwerten. Die Beraterinnen arbeiteten jeweils allein an den Beratungsstellen und es bestand keine Möglichkeit zum gegenseitigen Austausch und zur Unterstützung untereinander. Neben personeller Verstärkung und vermehrter Arbeit im Team wurde 1982 von einer Arbeitsgruppe zur "Überprüfung des Sozialdienstes PTT" auch die Anstellung von Sekretärinnen (hier wurde nur die weibliche Form benutzt) gefordert, um die Arbeitsbelastung durch administrative Tätigkeiten zu verringern. Ab Mitte der 1980er Jahre wurden schliesslich wieder mehr Sozialberaterinnen eingestellt.
Auch eine Studie aus dem Jahr 1989, basierend auf Umfragen und persönlichen Gesprächen mit Sozialberaterinnen der PTT, hält fest, dass neben den grossen Einzugsgebieten und der isolierten Arbeitsweise vor allem die Arbeit mit den Klienten als belastend empfunden wurde, welche mit komplexen familiären Schwierigkeiten oder psychischen Problemen an die Sozialberaterinnen der PTT herantraten. Durchgehend positiv bewertet wurde hingegen die hohe Aufgabenvielfalt.

## Flexibler Einsatz weiblicher Arbeitskräfte

### Erster und Zweiter Weltkrieg
Die Erwerbsquote von Frauen war während des ganzen 20. Jahrhunderts einer starken Fluktuation unterworfen. In einer Langzeitperspektive von 1880 bis 1960 kann festgehalten werden, dass in die erste Hälfte des 20. Jahrhunderts sowohl Höhepunkt als auch Tiefpunkt weiblicher Erwerbsbeteiligung in der Schweiz fallen. Das exemplifiziert nicht nur die Rolle von Frauen als flexible Arbeitskraft, sondern verdeutlicht auch die Auseinandersetzungen im zeitgenössischen Diskurs um die Legitimität der Erwerbstätigkeit von Frauen. Diese Fluktuation korreliert besonders mit dem Ersten sowie Zweiten Weltkrieg, da hier viele wehrfähige – und meistens – arbeitstätige Männer einrücken mussten. Während den Weltkriegen als Krisenzeiten entstanden allerdings verhältnismässig weniger soziologische Studien zum Erwerbsverhalten der Frauen als beispielsweise in der Nachkriegszeit. Ebenso erscheinen unzählige Arbeitsstunden von Frauen in der Kinderbetreuung, bei der Fortsetzung des landwirtschaftlichen Familienbetriebs und der Gartenarbeit oder bei freiwilligen Einsätzen wie im Militärischen Frauendienst (MFD) in keiner Erwerbsstatistik. Zum Teil wurden nicht einmal kurzfristige Anstellungsverhältnisse für Aushilfskräfte oder sonstige Nebenerwerbstätigkeiten statistisch aufgenommen.
Im August 1914 beschloss der Bundesrat die allgemeine Mobilmachung. Auch viele Angestellte der PTT mussten in die Armee einrücken, was immer wieder zu Personalmangel führte. Im Falle der Bahnpost Basel fehlte beinahe ein Drittel der Belegschaft. Aus einem Bericht der Kriegsjahre 1917–1919 der Kreispostdirektion Basel ist zu entnehmen, dass Postanweisungen aus Russland im Jahr 1917 infolge des Krieges äusserst unregelmässig, dafür aber in grosser Zahl kamen, was phasenweise zu einer erheblichen Arbeitsüberlastung führte. Das hatte wiederum «eine jeweilige bedeutende Vermehrung des Personals zur Folge, die nur durch die zeitweise Einstellung von Prov. [sic!] Gehülfinnen [sic!] möglich war». Auch im Zweiten Weltkrieg absorbierte die erste Generalmobilmachung im September 1939 rund 30 % der männlichen Berufstätigen. Zwar sollten sogenannte Ablösungsdienste garantieren, dass während der zweiten Mobilmachung im Mai 1940 (rund 450'000 Eingerückte) ein minimaler Bestand an qualifizierten Arbeitskräften den wichtigsten Wirtschaftszweigen erhalten blieb. Nichtsdestotrotz mussten wiederum viele Erwerbstätige der PTT einrücken. So entstand abermals, wie das auch mehrere interne Berichte zeigen, ein Personalmangel, der durch «die sofortige Anlernung von Frauen» behoben werden sollte; eine Massnahme «die sich in andern Ländern bewährt hat». Frauenarbeit stand aber nicht zuletzt immer noch im Zeichen von diversen Stereotypisierungen und Klischees. Vor dem Hintergrund der Geistigen Landesverteidigung und ausgehend von der vierten Schweizerischen Landesausstellung 1939 wurde ein Bild der Schweizer Frauen inszeniert, dem neben der opferbereiten Mutter sowie Hausfrau auch die notgedrungene Berufstätige und «beliebig verfügbare Reservekraft für Sozialdienste und Wirtschaft» im Dienste des Vaterlands inhärent war. Dieses sich Einbringen mit den damit verbundenen Werten wie Gemeinschaftsleistung, Pünktlichkeit und Verlässlichkeit waren auch bei der PTT wichtig, so dass «die zur Anlernung vorgesehenen Frauen […] körperlich und geistig den Anforderungen des Dienstes entsprechen und in jeder Hinsicht vertrauenswürdig sein [mussten]». Die Ausbildungszeit konnte sich je nach Anforderung und Aufgabenprofil auf nur eine oder zwei Wochen belaufen. Aus ökonomischen Gründen war es unabdingbar, dass Frauen eingestellt wurden. Gleichwohl wurde die Beschäftigung von Frauen bei der PTT von männlichen Mitarbeitenden teilweise sehr ungern gesehen. So existierten Strategien, um trotz Personalmangel so wenig neues Personal anzustellen wie möglich; etwa durch die «zeitweise Streichung aller Urlaube und Ruhetage an Werktagen, durch Zuzug von Personal aus andern Kreisen» oder «durch vorübergehende Erhöhung der Dienstzeit». Das erschwerte also den Zugang zu einer Stelle bei der PTT. Zudem erhielten bei der Anstellung vielfach «Frauen von mobilisierten PTT-Bediensteten […] den Vorzug», wobei geeignet scheinende «Wehrmannsfrauen» auch gezielt und persönlich angegangen werden sollten.
Während den beiden Weltkriegen als Krisenzeit spielten die Frauen in ökonomischer Hinsicht folglich eine sehr wichtige Rolle. Mentalitätsmässig dürfte sich diese Krisenzeit in Bezug auf arbeitende Frauen und das Geschlechterverhältnis allgemein aber eher wenig ausgewirkt haben. Auf längere Sicht veränderte sich die Situation kaum, da die Männer nach den Weltkriegen ihre Positionen weitgehend wieder für sich reklamierten. Exemplarisch für eine Konzeption von Frauen als einer nur flexiblen Arbeitskraft kann hier das folgende Zitat aus einem Bericht über Frauenanstellungen für die Amtsvorsteher von Basel, Olten, Solothurn, Grenchen und Liestal gelten:
«Wir betonen, dass es sich vorläufig um die Anlernung einer grösseren Zahl Frauen im Briefzustelldienst handelt. Ob und in welchem Masse sie dann weiterbeschäftigt werden, hängt von der weitern Entwicklung der Personalverhältnisse ab.»
Selbst der Bund wollte aus sozial- und ordnungspolitischen Gründen die Arbeitsplatzgarantie für den Wehrmann sichern. Konstitutiv für eine solche Regulierung des Arbeitsmarktes erschienen Anstellungsbedingungen der Aushilfskräfte, die durch eine hohe Flexibilität gekennzeichnet waren. So wurde vom Bundesrat am 5. Juli 1940 der Beschluss «über die Erleichterung der Wiedereinstellung aus dem Militärdienst zurückgekehrter Wehrmänner» verabschiedet, der in Artikel I vorsah, «dass für alle nach dem ersten September 1939 eingegangenen Arbeitsverhältnisse Kündigungsfristen von höchstens vier Tagen galten». Die staatliche Anstellungspolitik – somit insbesondere auch bei den PTT – zielte folglich von Anfang an darauf ab, dass die Position der Frauen auf dem Arbeitsmarkt nur eine temporäre war. Trotzdem wurde sich eine grosse Zahl von Frauen gerade aufgrund ihrer unabdingbaren Rolle während den Weltkriegen ihrer gesellschaftlichen Bedeutung bewusst.

### Flexibler Einsatz weiblicher Arbeitskräfte in der Zwischenkriegszeit
Die Integration von Frauen in bis anhin männerdominierte Berufszweige während des Ersten Weltkriegs erwies sich als Massnahme von kurzer Dauer. Die Verdienste, die weibliche Arbeitskräfte in der Krisenzeit innerhalb der PTT-Organisation erwerben konnten, währten wie vielerorts auch hier nur so lange, bis die Männer vom Aktivdienst heimkehrten. Erst recht galt dieses Prinzip der 'Konkurrenz der Geschlechter' für Zeiten, die zusätzlich durch ökonomische Krisen geprägt waren, in denen auch Männer um ihre berufliche Existenz kämpfen mussten. Als besonders konfliktgeladene Phasen offenbarten sich diesbezüglich in der Schweiz die unmittelbare Nachkriegszeit mit dem Zusammenbruch der Wirtschaft bis 1922 sowie die ab 1931 einsetzende Weltwirtschaftskrise. Besonders auffallend wird der Rückgang an berufstätigen Frauen in der Schweiz durch alle Berufszweige hindurch im prozentualen Vergleich mit den Nachbarländern Deutschland und Frankreich. Während die weibliche Erwerbsquote bis zum Ersten Weltkrieg in der Schweiz, Deutschland und Frankreich nahezu gleich war (46,9 %, 1910), sank der prozentuale Anteil im Jahr 1920 ausschliesslich in der Schweiz auf 44,6 % respektive 1930 auf 40,1 %.
| Jahr | Berufstätige Frauen (alle Altersklassen) | Erwerbsquote in % (15–64) | Weiblicher Anteil an den Berufstätigen in % |
| ---- | ---------------------------------------- | ------------------------- | ------------------------------------------- |
| 1888 | 434'445                                  | 42,7                      | 33,3                                        |
| 1900 | 497'713                                  | 42,7                      | 32,0                                        |
| 1910 | 604'413                                  | 46,9                      | 33,9                                        |
| 1920 | 635'444                                  | 44,6                      | 33,9                                        |
| 1930 | 611'268                                  | 40,1                      | 31,5                                        |
| 1941 | 570'215                                  | 35,5                      | 28,6                                        |
| 1950 | 640'424                                  | 37,1                      | 29,7                                        |
| 1960 | 756'918                                  | 39,6                      | 30,11                                       |

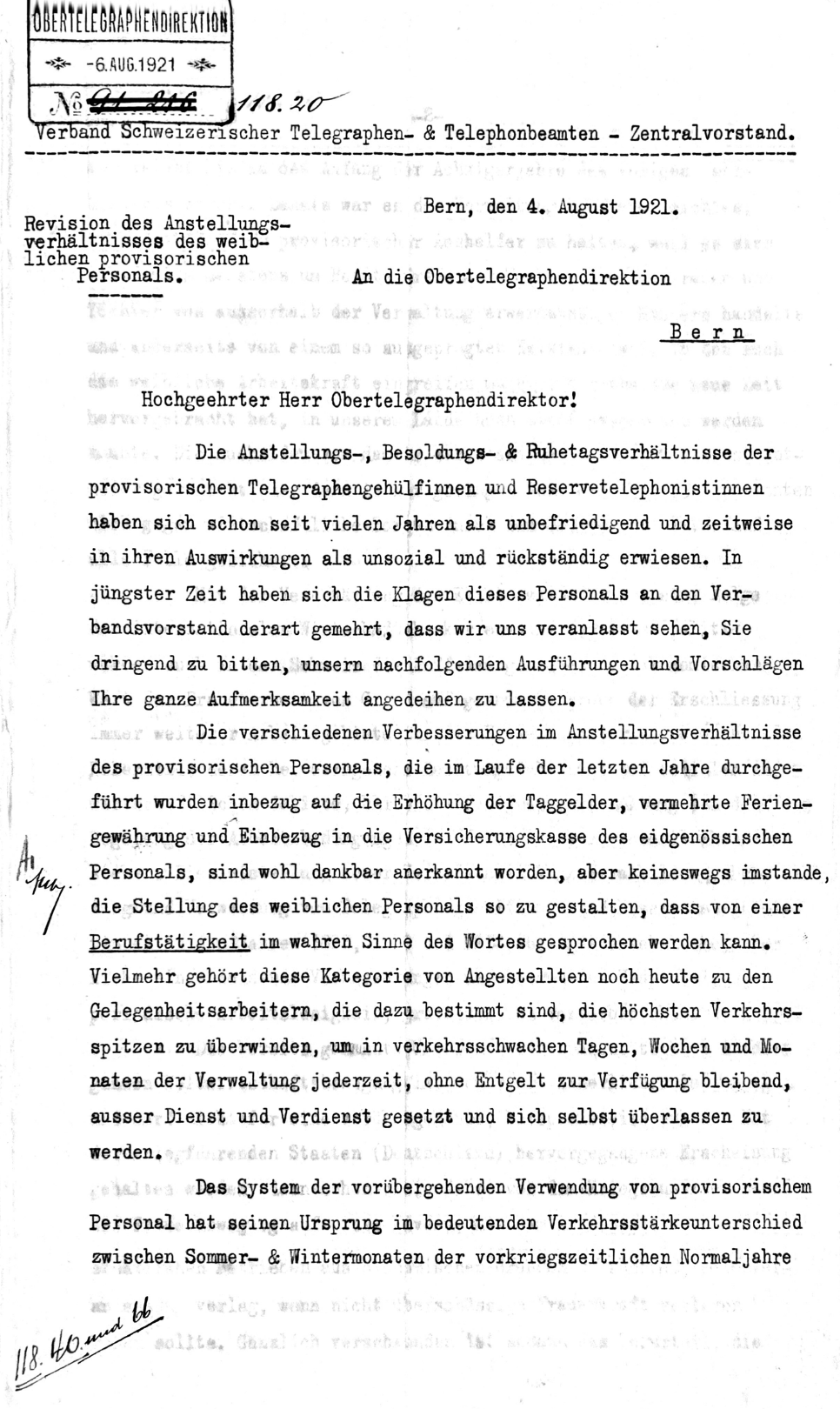
Revision des Anstellungsverhältnisses des weiblichen provisorischen Personals, Schreiben des Verbandes Schweiz. Telegraphen- & Telephonbeamten vom 4. August 1921

Auch bei den schweizerischen PTT ereignete sich in Folge des Kriegsendes 1918 eine Regression von vorübergehend erreichten Verbesserungen hinsichtlich der Anstellungsbedingungen des weiblichen Personals. Vor allem provisorische Gehilfinnen und weibliches Reservepersonal waren von den meist in Form von Teilzeitbeschäftigung oder Entlassung angewandten Massnahmen betroffen. Der Zentralvorstand des Verbands Schweizerischer Telegraphen- und Telephonbeamter (VSTTB) beklagte in einem neunseitigen Schreiben vom August 1921 an die Obertelegraphendirektion in Bern die Anstellungs-, Besoldungs- und Ruhetagsverhältnisse des weiblichen provisorischen Personals als "schon seit vielen Jahren unbefriedigend und zeitweise in ihren Auswirkungen unsozial und rückständig." Den Stein des Anstosses bildete auch hier die immer noch ungenügende Stellung der weiblichen Angestellten im Sinne einer wirklichen Berufstätigkeit. Trotz diverser Optimierungen des Arbeitsverhältnisses wie der Erhöhung der Taggelder oder vermehrter Feriengewährung gehörte das weibliche provisorische Personal nach wie vor zu der Kategorie 'Gelegenheitsarbeiterin', das dazu verwendet wurde, "die höchsten Verkehrsspitzen zu überwinden, um in verkehrsschwachen Tagen, Wochen und Monaten der Verwaltung jederzeit, ohne Entgelt zur Verfügung bleibend, ausser Dienst gesetzt und sich selbst überlassen" zu werden.
Dass bei den Überlegungen zum Einsatz und der Verwendung weiblicher Arbeitskräfte oftmals wirtschaftliche Aspekte ausschlaggebend waren, offenbart ein Schreiben der Kreispostdirektion Chur vom 21. November 1922 an die Oberpostdirektion und die Kreispostdirektionen. Postbeamte, welche in Pension gingen, sollten demnach durch Angestellte oder weibliche Arbeitskräfte ersetzt werden, da diese dieselben Aufträge für eine geringere Entschädigung bewältigen würden: "Ohne Zweifel könnte ein ziemlich grosser Teil der gegenwärtigen Beamtenarbeiten vorteilhaft Gehülfinnen [sic!] übertragen werden. Welches auch die Erfahrungen gewesen sein mögen, auf die man sich früher stützte, so ist es heute Aufgabe unserer Verwaltung, auf die Verwendung billiger Arbeitskräfte Bedacht zu nehmen." Dass weibliches Personal in der Postverwaltung trotz dieser Feststellung auch in der Zwischenkriegszeit systematisch ausgegliedert wurde, hing primär mit zwei Faktoren zusammen. Erstens fürchteten die Männer, Beamten und Angestellten, dass ihnen durch das weibliche Personal die sogenannten "schönen Dienste" weggenommen würden, welche als willkommener Ausgleich zu den beschwerlichen Arbeiten wie Früh- und Nachtdienst, Paketdienst oder Fahrdienst angesehen wurden. Zweitens wurde bezweifelt, dass weibliches Personal im Postdienst aufgrund seiner "geringeren Widerstandsfähigkeit" dieselbe Leistung wie Männer erbringen konnte. Beide Punkte sollten dadurch entschärft werden, dass "für das weibliche Geschlecht weniger günstige Besoldungsbedingungen vorgesehen werden als für das männliche, nach dem Grundsatz, dass jede Leistung nach ihrem wirklichen Wert oder ihrer Wichtigkeit bezahlt werden soll."
Auch in den 1930er Jahren blieb die weibliche Erwerbstätigkeit rechtfertigungsbedürftig. Obwohl sie trotz aller Anfeindungen eine ökonomisch unverzichtbare Konstante bildete, wurde die weibliche Präsenz auf dem Arbeitsmarkt immer dann besonders hinterfragt, wenn die scheinbar natürlich-geschlechtsspezifische Arbeits- und Funktionsteilung als nicht mehr stabil genug erachtet wurde. Dies traf jeweils dann zu, wenn gut abgesicherte Stellen, sogenannte "Ernährerstellen", knapp waren. Deren Besetzung durch Frauen störte die gesellschaftliche Zuschreibung der Ernährerfunktion als männlich. Die in den 1930ern aufkommende Kampagne gegen das "Doppelverdienertum" orientierte sich denn auch primär an der Frage, wem die gut abgesicherten Arbeitsplätze zustünden. Die billigeren, weiblichen Arbeitskräfte wurden dabei im zeitgenössischen Kontext oft zur Gefahr für die männliche Erwerbstätigkeit und den dadurch gefährdeten Unterhalt der Familie stilisiert.

### Flexibler Einsatz weiblicher Arbeitskräfte nach dem Zweiten Weltkrieg
Die Situation auf dem Schweizer Arbeitsmarkt nach dem Zweiten Weltkrieg unterschied sich deutlich von der im Jahr 1918. Entgegen den Befürchtungen blieb die Arbeitslosenquote bis 1974 extrem niedrig. Sie erreichte 1950 mit 0,6 % Arbeitslosigkeit in der Schweizer Bevölkerung ihren Höchststand. Die erste Ölkrise (1973) und die Aufkündigung des Bretton-Woods-Abkommens führten zu einer starken Verlangsamung des weltweiten Wachstums und einem starken Anstieg der Arbeitslosigkeit. Dies schlug sich nicht in den offiziellen Schweizer Statistiken nieder. Auch die verschiedenen Rezessionen, die darauf folgten, veränderten die Arbeitslosenquote bis 1990 nicht wesentlich. In der aktuellen Forschung gilt jedoch weitgehend als anerkannt, dass der Schweizer Arbeitsmarkt die Wirtschaftskrisen des Jahrhunderts nicht grundsätzlich besser überstand als die anderen OECD-Länder. Der Hauptunterschied lag vielmehr in der Rolle von Ausländern und Frauen als Pufferarbeitskräfte, die in den offiziellen Statistiken des Landes nicht berücksichtigt wurden.
Die Beschäftigungs- und Arbeitslosenquoten schwankten daher je nach Konjunktur und Bedarf an billigen Arbeitskräften. Dies spiegelte sich in der Einstellungspolitik für Bundesbedienstete wider. Zwischen 1946 und 1973 sah sich die PTT mit einem grossen Mangel an Arbeitskräften konfrontiert. Davon zeugt ein Brief des Direktors der Personalabteilung an die Schweizerische Volksbank vom November 1972, in dem er darauf hinweist, dass in Zürich 70 Telefonistinnen fehlten. Doch die Situation änderte sich rasch. Ab Oktober 1974 – und während bei der PTT 972 Beamte fehlten – wurde der Personalbestand des Bundes bis 1977 eingefroren. Für 1978 und 1979 wurde die jährliche Wachstumsrate dieses Personalbestands auf 0,5 % festgelegt. Es waren wiederum vor allem Ausländer und Frauen, die diese konjunkturellen Unwägbarkeiten zu spüren bekamen. Dies unterstreicht beispielsweise ein Artikel im Luzerner Tagblatt vom 26. November 1974 über die Entwicklung der Arbeitsmarktsituation:
«Die PTT-Betriebe können ein verstärktes Interesse an offenen Stellen beim mittleren Kader des Büropersonals registrieren, während beim weiblichen Schalterpersonal wieder eine 'kritische Auswahl' möglich ist.»
Während dieser Zeit stellten Frauen etwa ein Viertel der PTT-Angestellten. Sie waren hauptsächlich in Aufgabenbereichen tätig, die traditionell Frauen zugewiesen wurden. Im Jahr 1972 wurde beispielsweise in der Region Zürich sowie in der Region Baden/Wohlen die Reinigung der Zentralen nur noch von Frauen durchgeführt. Dagegen waren Kaderpositionen besonders stark von Männern besetzt (siehe Tab. 1). Im Jahr 1965 waren 74,9 % der Frauen, die bei den PTT-Betrieben arbeiteten, 29 Jahre oder jünger. Bei den Männern betrug dieser Anteil nur 33,8 %. Es wird folglich ersichtlich, dass die meisten Frauen ab einem bestimmten Alter ihre PTT-Stelle aufgaben. Auch Teilzeitstellen wurden überwiegend von Frauen besetzt, während Männer eher Vollzeitstellen – teils als Führungspositionen – innehielten, die weniger den konjunkturellen Entwicklungen unterworfen waren. Es waren demnach mehrheitlich Frauen, die in  Stellen  arbeiteten, welche bei wirtschaftlichen Schwierigkeiten als erstes wegfielen. Von den 340'000 Arbeitsplätzen, die der Schweizer Wirtschaft zwischen 1973 und 1976 verloren gingen, wurden die meisten von ausländischen Personen besetzt. An zweiter Stelle folgten die von Frauen innegehaltenen Arbeitsplätze. Interessant erscheint jedoch, dass der Anteil der weiblichen Beschäftigten im Durchschnitt zwischen 1960 und 1990 von 51 % auf 58,5 % stieg. Dies exemplifiziert eine stärkere Präsenz von Frauen auf dem Arbeitsmarkt, deren Rolle sich allmählich veränderte. Die traditionellen Geschlechterrollen, in welchen vornehmlich der Mann die Erwerbsarbeit und die Frau die Care-Arbeit leistet, begannen sich kontinuierlich und sukzessive aufzulösen. Obwohl die geschlechtsspezifische Arbeitsteilung keineswegs verschwunden ist, kann festgehalten werden, dass Frauen seit den 1990er Jahren auf dem Schweizer Arbeitsmarkt immer seltener die Rolle der Pufferarbeitskraft einnehmen.
| Alterklasse | Frauen       | Frauen                                                                        | Männer       | Männer                                                                        |
| Alterklasse | Absolutwerte | Anteil an der Gesamtzahl der Beschäftigten und nach Geschlecht und nach Alter | Absolutwerte | Anteil an der Gesamtzahl der Beschäftigten und nach Geschlecht und nach Alter |
| ----------- | ------------ | ----------------------------------------------------------------------------- | ------------ | ----------------------------------------------------------------------------- |
| Unter 20    | 3.340        | 32,6 %                                                                        | 2.283        | 7,3 %                                                                         |
| 20–29       | 4.336        | 42,3 %                                                                        | 8.252        | 26,4 %                                                                        |
| 30–39       | 1.080        | 10,5 %                                                                        | 9.610        | 30,8 %                                                                        |
| 40–49       | 670          | 6,5 %                                                                         | 5.925        | 19 %                                                                          |
| 50–59       | 617          | 6 %                                                                           | 3.768        | 12,1 %                                                                        |
| 60–64       | 143          | 1,4 %                                                                         | 1.137        | 3,6 %                                                                         |
| 65          | 22           | 0,2 %                                                                         | 157          | 0,5 %                                                                         |
| 66 und mehr | 35           | 0,3 %                                                                         | 74           | 0,2 %                                                                         |
| Total       | 10.243       | 100 %                                                                         | 31.206       | 100 %                                                                         |

## Frauen in Kaderpositionen

### Öffnung der Kaderlaufbahn für die Frauen

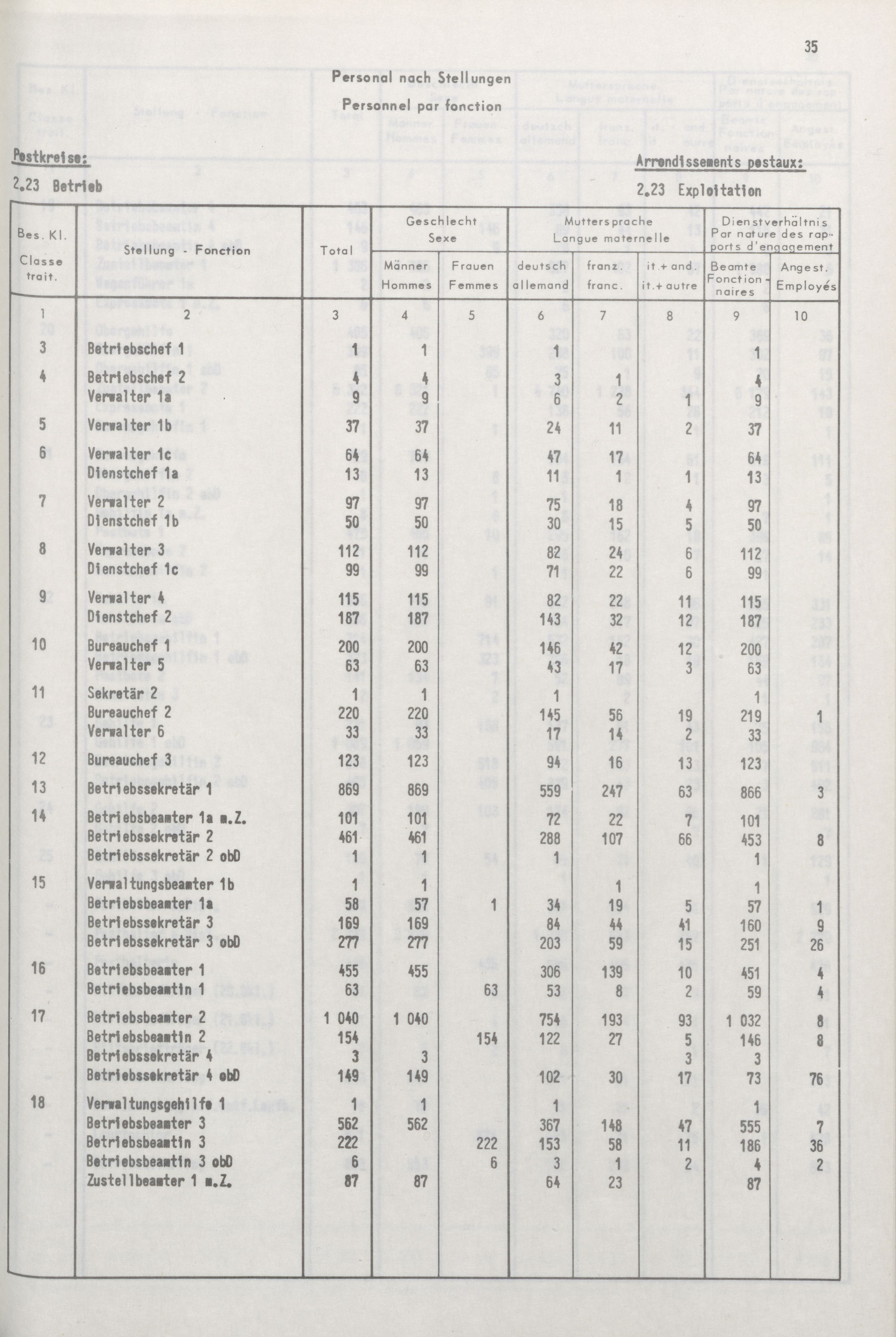
Personalstatistik von 1971

Obwohl Frauen bereits beim Vorläufer der PTT, der eidgenössischen Post, beschäftigt waren, blieb ihnen der Aufstieg in höhere Positionen lange verwehrt. Dies, weil der Posten des diplomierten Beamten, welcher Voraussetzung war für eine Anstellung in der höheren Verwaltung, erst nur den Männern vorbehalten war. Bis in die 1970er Jahre durften Frauen nur in ausführenden Funktionen arbeiten, etwa am Schalter, im Postcheckdienst oder in der Verwaltung. Ein Blick auf die Personalstatistik von 1971 zeigt, wie den Frauen der Zutritt in die höhere Verwaltung zunächst verwehrt blieb: In den höchsten zwölf Besoldungsklassen ist keine einzige Frau zu finden. Erst in Besoldungsklasse fünfzehn, bei den "Betriebsbeamten", ist die erste Frau vertreten.
Zu Beginn der Siebzigerjahre änderte sich die Praxis der PTT allmählich. Ab 1971 wurden auch Frauen zur Ausbildung des Betriebssekretärs zugelassen. Sie hatten neu die Möglichkeit, diplomierte Beamtinnen zu werden. Zur gleichen Zeit beschäftigte sich auch der Bundesrat mit dem Thema "Frauen in Kaderpositionen". Im Bundesratsbeschluss über die Einreihung der Ämter der Beamten (Ämterklassifikation) vom 18. Oktober 1972 hielt er unter anderem fest: "Auf weibliche Amtsträger ist die weibliche Form der Amtsbezeichnung anwendbar." Das bedeutete, dass nun auch den Frauen in den Bundesbetrieben, zu welchen die PTT damals gehörte, jeder Posten, zumindest theoretisch, offen stand. 1977 nahmen die PTT die Gleichstellung von Mann und Frau in ihre unternehmenspolitischen Grundsätze und Richtlinien auf: "Bei gleicher Ausbildung, gleicher Arbeit und gleicher Verantwortung sind Mann und Frau einander gleichzustellen." Bei dieser Richtlinie sind die Begriffe "gleiche Arbeit" oder "gleiche Verantwortung" allerdings nicht näher definiert. Zudem blieb das Problem bestehen, dass Frauen nur schwer die gleiche Arbeit und die gleiche Verantwortung erlangen konnten.

### Entwicklung
Trotz der Öffnung der Kaderlaufbahnen 1971 dauerte es, bis die ersten Frauen Kaderpositionen übernahmen. Die folgende Grafik zeigt, wie viele Frauen im Februar 1974 in den verschiedenen Posten der Verwaltung tätig waren:
| Posten                                  | Anzahl Frauen |
| --------------------------------------- | ------------- |
| Hochschulabsolventinnen                 | 3             |
| Höheres administratives Personal        | 75            |
| Mittleres administratives Personal      | 2350          |
| Unteres administratives Personal        | 214           |
| Technisches Personal                    | 143           |
| Übriges Personal                        | 196           |
| Lernpersonal                            | 37            |
| Hilfspersonal                           | 47            |
| Total                                   | 3065          |
| Prozentualer Anteil des Gesamtbestandes | 39,9 %        |

Der Frauenanteil in der Verwaltung betrug zwar knapp 40 Prozent. Allerdings waren nur 2,5 Prozent der Frauen in der Verwaltung in höheren Positionen angestellt. Die überwiegende Mehrheit arbeitete in der mittleren oder unteren Administration. Auch absolvierten nur 37 Frauen eine Lehre, welche einen Aufstieg in höhere Verwaltungsposten ermöglichte. Frauen waren also auch 1974 in den höheren Besoldungsklassen weiterhin untervertreten. Die Öffnung der Kaderlaufbahn zeigte nach drei Jahren noch keine Wirkung.
Der Aufstieg der Frauen ging auch in der folgenden Zeit nur schleppend voran. Erst 1987 wurde mit Martha Dammann erstmals eine Frau zur Leiterin eines Postamts ernannt. 1995 wurden mit Hanna Weiersmüller und Marylin Gillard die ersten Frauen Abteilungschefinnen in einer Kreispostdirektion. Langsam aber stetig wuchs Ende der 1980er Jahre die Zahl der Frauen in Kaderpositionen. 1986 waren insgesamt 91 Frauen in höheren Lohnklassen zu finden, 1990 waren es schon 253. In den höheren Etagen waren praktisch keine Frauen zu finden. Eine einzige Beamtin erreichte die 25. Lohnstufe (von insgesamt 31) und damit ein Jahresgehalt von 112 000 Franken.
Die PTT beteiligte sich an dem Projekt "Taten statt Worte"; ein Frauenförderungsprogramm, welches in den 1980er Jahren von Politik, Wirtschaft und Verwaltung lanciert wurde. "Taten statt Worte" ermutigte die Unternehmungen, das Angebot an Teilzeitstellen zu erhöhen, hausinterne Kinderkrippen anzubieten und gleichzeitig die Frauenförderung aktiv an die Hand zu nehmen. Erst in den 1990er Jahren fing es aber langsam an, Wirkung zu zeigen. Das Projekt war eine treibende Kraft für die Frauen bei den PTT.

### Widerstände
Dass die Zahl der Frauen in Kaderpositionen nur langsam anstieg, wurde von PTT-Personalverantwortlichen unter anderem damit erklärt, dass diese Berufslaufbahnen den Frauen bis 1971 verschlossen waren. Es brauchte Zeit, bis sich die neuen Möglichkeiten im Bewusstsein etablieren konnten. Es hing aber auch mit gesellschaftlichen Vorurteilen und Widerständen zusammen. So wurde die Absenz von Frauen in Führungspositionen nicht zuletzt mit angeblich mangelndem Interesse oder Selbstvertrauen der Frauen begründet. Dabei wurde zum Beispiel auf die deutlich kürzere Verweildauer im Betrieb verwiesen. Mitte der 1970er Jahre betrug diese in den PTT bei den Frauen vier, bei den Männern vierzehn Jahre. Allerdings verpasste man es dabei oft, bestehende Strukturen wie Wiedereingliederungsmöglichkeiten für Frauen zu hinterfragen.
Hinzu kam, dass gerade in prestigeträchtigen Bereichen wie etwa der Bahnpost Männer mit allen Mitteln ihre Domäne verteidigten. Die Mitschuld der Männer an der deutlich tieferen Zahl der Kaderfrauen war auch in der PTT-Zeitschrift ein Thema. Ein Vertreter des Personalverbandes liess sich im Jahr 1991 wie folgt zitieren: "Es gibt leider auch in unserer Unternehmung nach wie vor Männer, die so lange tolerant und offen gegenüber Mitarbeiterinnen sind, als sich diese einfügen und anpassen. Dieser Kategorie von Bediensteten bereitet es oft Mühe, auf beruflicher Ebene den Ansprüchen der Frauen auf Gleichberechtigung Respekt und Achtung entgegenzubringen." Durch den Aufstieg der Frauen sahen gerade Väter ihre Rolle als "Ernährer der Familie" in Gefahr.